# Kastel
Pour l’article ayant un titre homophone, voir Castel.
Pour les articles homonymes, voir Kastel (homonymie).
Kastel  est une subdivision (ortsteil) de Nonnweiler,  en Sarre.

## Histoire
Appelé Castel, le village formait entre 1766 et la Révolution française une enclave appartenant au royaume de France de par son appartenance au duché de Lorraine.
Il faisait partie du bailliage de Schambourg puis à partir de 1786, du bailliage de Bouzonville.
L'enclave comprenait également les villages de Buweiler (Boubweiller), Rathen et Constembach (Kostenbach) qui font partie aujourd'hui de la commune de Löstertal.

Carte de la Moselle en 1790, montrant l'enclave de « Kaﬅel » avec Boubweiller (Buweiler), Rathen et « Rostembuch » (Kostenbach)

## Lieux et monuments

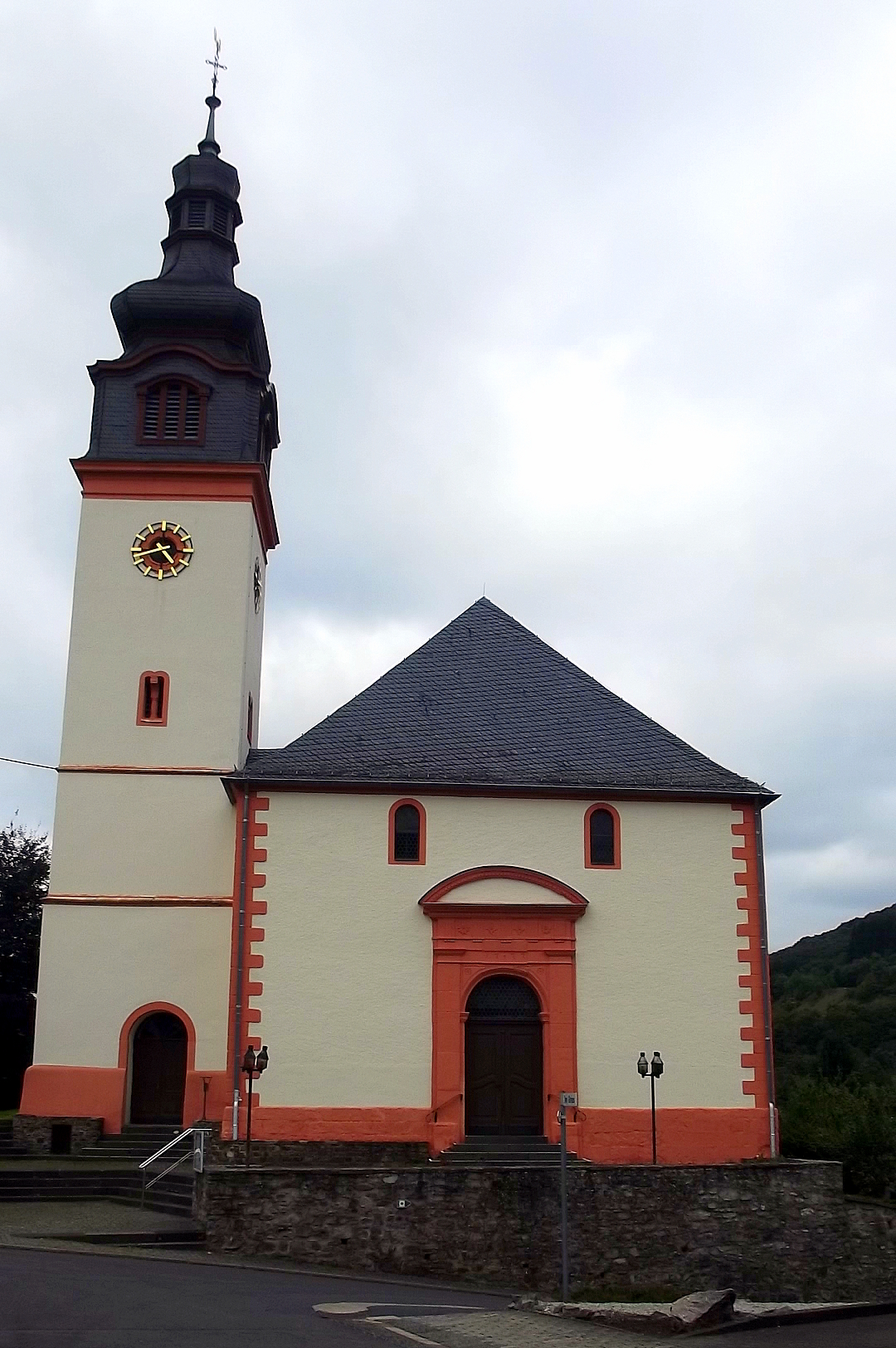
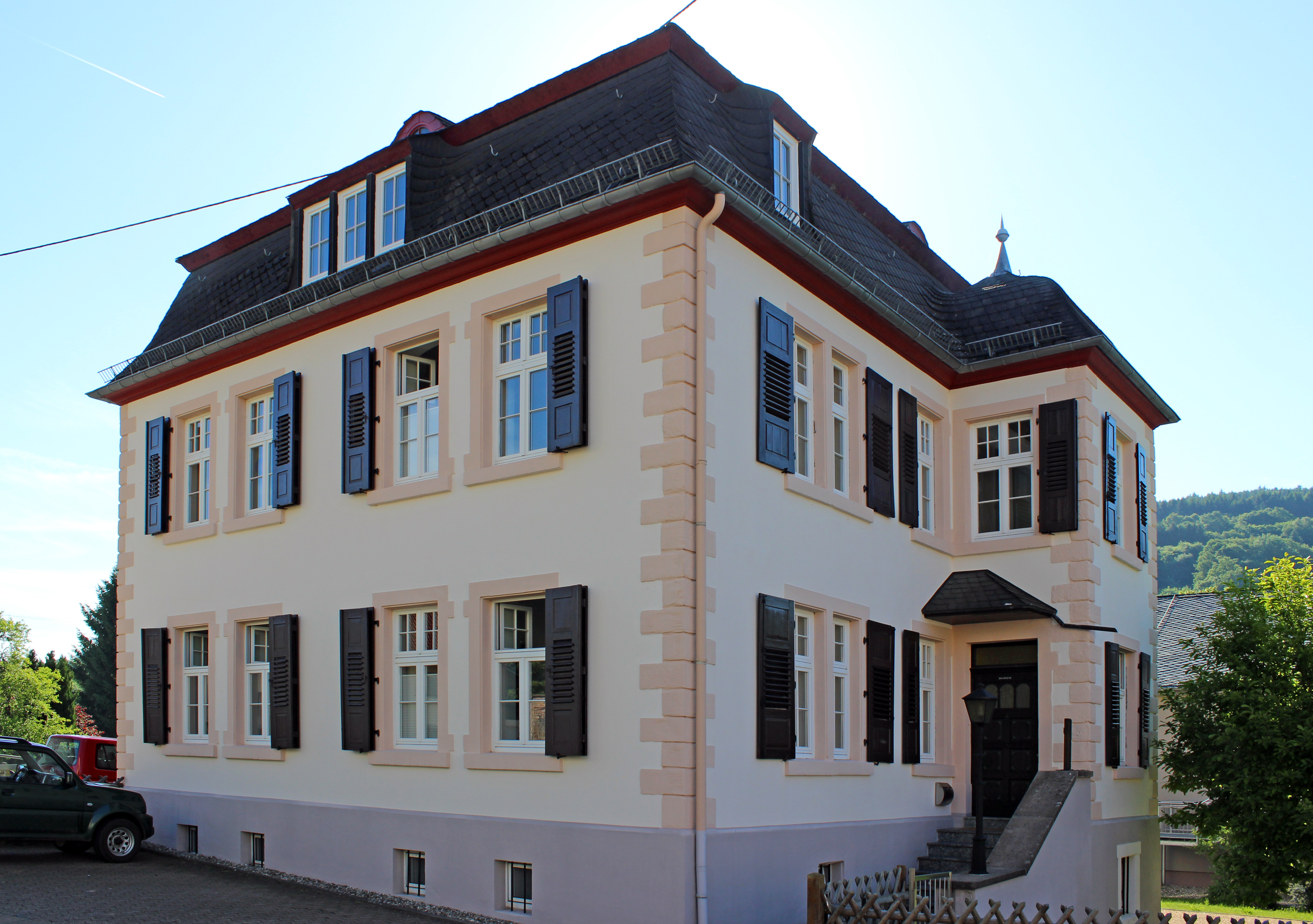